# Kuvtjärnen (Långseruds socken, Värmland)
Kuvtjärnen är en sjö i Säffle kommun i Värmland och ingår i Göta älvs huvudavrinningsområde. Sjön är 11 meter djup, har en yta på 0,101 kvadratkilometer och är belägen 179,2 meter över havet.

## Delavrinningsområde
Kuvtjärnen ingår i det delavrinningsområde (657928-131656) som SMHI kallar för Utloppet av Öjesjön. Medelhöjden är 156 meter över havet och ytan är 11,28 kvadratkilometer. Räknas de 2 avrinningsområdena uppströms in blir den ackumulerade arean 57,88 kvadratkilometer. Ysjöälven som avvattnar avrinningsområdet har biflödesordning 4, vilket innebär att vattnet flödar genom totalt 4 vattendrag innan det når havet efter 247 kilometer. Avrinningsområdet består mestadels av skog (66 procent). Avrinningsområdet har 3,4 kvadratkilometer vattenytor vilket ger det en sjöprocent på 30,1 procent.